# Права ЛГБТ в Туркменистане
Права ЛГБТ в Туркменистане являются темой, полностью закрытой в СМИ и общественных дискуссиях. Добровольные сексуальные контакты между взрослыми мужчинами являются в этой стране уголовным преступлением и наказываются лишением свободы сроком до двух лет. Проявления женской гомосексуальности уголовно не преследуются.

## Правовое положение
Статья 135 (часть 1) УК Туркменистана предусматривает до двух лет лишения свободы за мужеложство, совершённое совершеннолетними мужчинами по обоюдному согласию. Country Reports on Human Rights Practices, опубликованный Государственным департаментом США сообщает о том, что за тюремным заключением иногда следует от двух до пяти лет пребывания в исправительно-трудовом лагере. Закон не распространяется на однополые контакты между женщинами.

Статья 135. Мужеложство

(1) Мужеложство, то есть половое сношение мужчины с мужчиной, наказывается лишением свободы на срок до двух лет с возложением обязанности проживания в определённой местности на срок от двух до пяти лет или без такового.
— Уголовный кодекс Туркменистана
Части 2-4 статьи 135 предусматривают более жёсткие меры в отношении мужчин, совершивших акт мужеложства с применением насилия, угроз или с использованием беспомощного состояния потерпевшего, в отношении несовершеннолетних лиц, а также в случае распространения ВИЧ и других заболеваний, передающихся половым путём при гомосексуальном контакте. В наиболее тяжких случаях наказание может составлять до 20 лет тюремного заключения.
Применение закона в отношении мужчин также происходит выборочно. Гомосексуальные мужчины иногда подвергаются шантажу и вымогательству со стороны правоохранительных органов.
Министерство иностранных дел и дел по делам Содружества Великобритании утверждает, что законы о мужеложстве редко применяются на практике.

## Общественное положение
Однополые сексуальные отношения являются запретной темой в традиционном туркменском обществе. По причине социальной стигматизации, отсутствует какая-либо информация о жизни ЛГБТ. По данным Министерства иностранных дел и дел по делам Содружества Великобритании гомофобия распространена и большинство гомосексуалов скрывают свою ориентацию из-за опасения дискриминации. В 2007 году лесбиянка из Туркменистана получила статус беженца в США, так как она опасалась преследований на основании её сексуальной ориентации и политических взглядов.
Вопрос декриминализации гомосексуальных отношений обсуждался в ходе визита в Туркменстан членов бундестага Фолькера Бека, Ангелики Граф и Хольгера Хайбаха. В ходе встречи с ними министр иностранных дел Туркменистана Рашид Мередов исключил возможность декриминализации и указал, что гомосексуальность противоречит туркменской культуре.
Криминализация гомосексуальности и социальная стигматизация ограничивают возможности изучения и профилактики распространения ВИЧ.